# Iluminada Jiménez
Iluminada Jiménez de Lora (13 de junio de 1951- 8 de junio de 2018) fue una directora coral, pianista y educadora musical dominicana.  
Fue directora de los coros del Conservatorio Nacional de Música y de la Escuela Elemental de Música "Elila Mena", las dos principales instituciones de instrucción musical en la República Dominicana. Así mismo, fue la directora de numerosas agrupaciones corales infantiles en el sector privado.  

## Formación y carrera en la instrucción musical
Hija de la ilustre abogada dominicana Iluminada De Lora, antigua diputada de la provincia de La Vega ante el Congreso Nacional durante la Era de Trujillo. En 1964, a sus 12 años de edad, ingresó al Conservatorio Nacional de Música mediante una beca patrocinada por el estado, siendo su profesor de piano el destacado pianista Manuel Rueda.
En 1973 efectúa su debut musical, siendo reseñado por el periódico dominicano Listín Diario y la etnomusicóloga dominicana Bernarda Jorge: «En su debut, Iluminada Jiménez exhibió técnica y matices interpretativos definidos. En ese mismo año, recibe su título de "Profesora de piano y cursos superiores de música"».
En la década de 1970, Iluminada Jiménez formó parte de un selecto grupo de músicos dominicanos en recibir formación y entrenamiento musical en el extranjero, en el ámbito de una colaboración entre la Organización de Estados Americanos (OEA) y numerosas facultades universitarias de música en diferentes países de América Latina.
En el año 1974, con beca de la OEA, Jiménez participa en el III Curso Latinoamericano de Perfeccionamiento Docente en Educación Musical a Nivel Primario, Secundario y Superior en Buenos Aires, Argentina. En 1977, también con beca de la OEA, participó junto a Bernarda Jorge en el «»Primer Curso Regional sobre el Folclore y su aplicación a la educación", efectuado en la Universidad del Cauca de Popayán, Colombia. Jiménez y Jorge recogieron sus experiencias en este curso en el trabajo «Educación Musical y Folklore».
Estas experiencias formativas y la creación del Departamento de educación musical integral (DEMI) en el seno de la antigua Secretaría de Estado de Educación, Bellas Artes y Cultos (SEEBAC), le permitió a Jiménez y otros músicos radicados en el país como el director coral José Manuel Joa y el músico cubano José Antonio Méndez, la formación de cientos directores corales a nivel nacional. Entre los años 1975 y 1985, participó como técnica y asesora técnica en el Plan de reforma de la educación media de la SEEBAC, presentando en enero de 1981, ante una comisión de la UNESCO y junto a la compositora dominicana Ana Silfa Finke y el maestro José Manuel Joa, un programa de educación musical de "Integración de los planes de estudio de la educación media".
Jiménez trabajó en el Ministerio de Educación desde enero de 1975 hasta su jubilación mediante el decreto 279-17, en septiembre de 2017. Al momento de su jubilación ocupaba el cargo de Técnico Docente Nacional, con asiento en la Dirección General de Cultura.
El XLII Festival de Coros José de Jesús Ravelo fue dedicado In Memoriam a la directora coral Jiménez, en un acto celebrado el jueves 25 de octubre de 2018. Durante este acto, el Ministerio de Educación de la República Dominicana le otorgó un reconocimiento especial póstimo a sus familiares, mediante una placa que se motivaba con lo siguiente: «Por su notable carrera musical, con extraordinarios aportes a la educación pública y privada, creando coros, formando directores y coralistas por más de cuatro décadas, cuyo legado la califica como una de las más eruditas dedicadas y capaces especialistas corales de la República Dominicana».

## Conducción coral
Se desempeñó como directora de las siguientes agrupaciones musicales corales:
- Coro del Conservatorio Nacional de Música (1986-2017),
- Coro de la Escuela Elemental de Música "Elila Mena" (2009-2017),
- Coro de Niños Cantores de Nizao patrocinado por la Fundación Refidomsa (2014-2018),[16]
- Coro del Ministerio de Relaciones Exteriores (2016-2018),
- Coro Infantil del Instituto YODI (1988-1992),
- Coro Juvenil del Centro Educacional de Bonao patrocinado por la Falconbridge Dominicana (1990-2007),
- Coro Mixto de la Casa de España (1989-1991),
- Coro Infantil del Instituto Veritas (1992-2014),
- Coro Juvenil del Colegio Preuniversitario Lux Mundi (1992-1997) y
- Coro de la Policía Nacional Dominicana (1995-1997).

## Pianista acompañante
Fungió como pianista acompañante del Coro Nacional de la República Dominicana, durante las direcciones del maestro y arreglista José Manuel Joa Castillo y del compositor Miguel Pichardo Vicioso, entre los años 1986 y 1988.  
Entre 1979 y 1992, fue pianista acompañante del Coro Municipal del Ayuntamiento del Distrito Nacional y entre 1989 y 1991 ocupó el mismo rol en el Coro de la Catedral Primada de América. 